# Nyctemera quaternarium
Nyctemera quaternarium là một loài bướm đêm thuộc phân họ Arctiinae, họ Erebidae.